# Jorge de Meissen
Jorge de Meissen (1380 - Coburgo, 9 de diciembre de 1401) fue co-landgrave de Turingia y co-margrave de Meissen de 1381 a 1401.

## Biografía
A la muerte en 1381 de Federico III de Turingia llamado «el Valiente», sus tres hijos Jorge, Federico I de Sajonia llamado «el Belicoso» y Guillermo II de Meissen llamado «el Rico» gobernaron conjuntamente los dominios paternos es decir el país de Osterland, hasta los confines de Turingia y Sajonia, y la generalidad de Landsberg. Con los ingresos de las minas de Friburgo adquirieron el país de Saalfeld y el bailío de Könisberg. Jorge murió en Coburgo, herencia de su madre Catalina de Henneberg, en 1401 sin dejar un descendiente varón y sus dos hermanos continuaron gobernando conjuntamente. Fue enterrado en la abadía de Pforta.

## Fuente
- André Borel d'Hauterive: Revue Historique de la Noblesse « Notice sur la Maison Impériale et Royale de Saxe » París 1841 pág. 333.

- Esta obra contiene una traducción  derivada de «Georges de Misnie» de Wikipedia en francés, publicada por sus editores bajo la Licencia de documentación libre de GNU y la Licencia Creative Commons Atribución-CompartirIgual 4.0 Internacional.

- Datos: Q18221712
- Multimedia: George, Margrave of Meissen / Q18221712